# 알루스타크 클럽
알루스타크 클럽은 루스타크를 연고로 하는 오만의 축구단이다. 현재 오만 프로리그에 참가하고 있다.